# Хазрат-Имам
Хазрат-Имам или Имам Сахиб (II/VII—XIV века — Архен, Арханг, XIV—XV века Арханг-сарай) — один из древних городов Тохаристана; административный центр одноимённого района Кундузской провинции Афганистана. Переправа на Амударье.

## История
Город был известен как Архан или Арханг со времён Сасанидов. В исторической части сочинения Махмуда ибн Вали приводится любопытный рассказ, как полагал исследователь, заимствованный из предшествующих источников о нашествии на Балх мелика Бамиана в союзе с Кабул-шахом, наместником правителя Индии. Из его рассказа явствует: Тогда джабгу, наместнику Балха, и присланному Ормиздом IV (579—590) под начальством Бахрам Чубина сасанидскому войску удалось разбить союзников у селения Хиябан, расположенного к северу от Балха. Кабул-шах пал в сражение, а мелик Бамиана с остатками своих сил бежал в сторону Баглана и, укрывшись в одной из крепостей, вновь обратился за помощью к правителю Индии. Последний выступил с войском лично и объединился с меликом Бамиана в Арханге.
Город Арханг известен был и во время арабов. Так, Истахри и Ибн Хаукаль упоминает его в числе больших городов Тохаристана. Арханг-сараем он стал именоваться, как полагал исследователь, со второй половины XIV века, когда Чагатайский улус распался на две части и тюрко-монгольские племена, жившие в долине Кашкадарьи и прибрежных районах Амударьи, начали постепенно оседать. Они основали такие города, как Карши, Сал-у сарай, Занджир-сарай и другие.
Под названием Арханг он встречается у Хондемира, в рассказе о событиях 1495—1496 годов, и в капитальном труде Хафиз-и Таныша Бухари, где Арханг наряду с Семенганом, Багланом, Тальканом представлен в числе подвластных Балху областей. Город часто упоминался и в связи с походами узбекского правителя Абдулла-хана II (1957—1989) в Тохаристан и Бадахшан в 1584—1585 годы. Здесь приводятся весьма ценные сведения, позволяющие установить местонахождение Арханг-сарая, время переименования его в Хазрат-Имам.
В своё время Маркварт отождествлял Арханг с Хазрат-Имамом, но В. В. Бартольд отверг эту точку зрения. Однако источники, в том числе и «Абдулла-наме», свидетельствуют, что Арханг и Хазрат-Имам — одна и та же местность, в разные времена называющаяся по-разному. Махмуд ибн Вали пишет: «Арханг-сарай — один из городов Тохаристана; в настоящее время известен [под названием] Имам», по причине мнимого мазара имама Хусейна ибн Али, или же, по другой версии, имама Зейда. Название Арханг как топоним существовало и во время Юля. Название Хазрат-Имам прилагалось ко всей области, а центр его по-прежнему назывался Архангом. Судя по событиям, изложенным в «Абдулла-наме», Арханг-сарай находился к северу от Кундуза и нынешнего Ханабада, недалеко от левого берега Амударьи. По подсчётам Бурханаддина Кушкеки, от Кундуза до Хазрат-Имама было 25 куруха (50 км), а до Ханабада — 24 куруха (48 км).
Что касается переименования Арханга в Хазрат-Имам, то, оно имело место в период Шахруха, когда была открыта гробница Али ибн Абу Талиба в балхском селении Ходжа Хайран (нынешний Мазари-Шериф).
Хазрат-Имам в XVI—XVII веках был одной из больших областей Балха, где сидел местный наместник хана. При Надир Мухаммад-хане им являлся Шах Надр-бек.